# 悲劇の誕生
『悲劇の誕生』（ひげきのたんじょう、Die Geburt der Tragödie）は、フリードリヒ・ニーチェによって19世紀（1872年）に書かれた著作。『音楽の精髄からの悲劇の誕生』（Die Geburt der Tragödie aus dem Geiste der Musik）が初版での正式なタイトル。その後の1886年の新版時には『悲劇の誕生、あるいは、ギリシア精神とペシミズム』と改題された。

## 概要
- 造形芸術をギリシャの神アポロン、音楽芸術をディオニュソスに象徴させ、悲劇（および劇文学）を両者の性質をあわせ持った最高の芸術（文学）形態であるとした。
- アポロンに理性を象徴させ、ディオニュソスに情動を象徴させた。
- ディオニュソス的根底にルター、カント、バッハ、ベートーベン、ドイツ精神がつながるとした。
- 三大悲劇詩人ソフォクレス、アイスキュロス、エウリピデスのうち、エウリピデスは悲劇を終わらせ、ソクラテス的な主知主義へと導いた存在であると述べている。
- ニーチェはこの本の中でリヒャルト・ワーグナーの楽劇に悲劇の再生を見ている。

## 背景
ニーチェが『悲劇の誕生』を執筆していた当時、彼の生地であるプロイセンはフランス（普仏戦争1870年～1871年）と戦争をしていた。バーゼル大学の教授だったニーチェは、看護兵を志願し、従軍。しかし、赤痢とジフテリアにかかり二ヶ月ほどで除隊した。
ニーチェはこの本の中で『自己批評の試み』として当時を顧みているが、その中で
「この本の生みの親となった謎の好きな瞑想家は、どこかアルプスの一隅に腰を据えて、謎を解こうとひどく考え込んでいた。つまり、大いに頭を悩ませながらも、同時にしごくのんびり構えていたわけなのだ。」
と述べている。
ニーチェのギリシア芸術の明朗さへの疑問は、彼がメッツの城塞で兵として再起した際も念頭を離れることはなかったという。

## 主な日本語訳
- 『悲劇の誕生』 秋山英夫訳、岩波文庫、1966年、改版2010年。最も重版
- 『悲劇の誕生』 西尾幹二訳、中公クラシックス、2004年
  - 初刊は『世界の名著46　ニーチェ』 中央公論社、1966年。訳者最初期の著作
- 『ニーチェ全集2　悲劇の誕生 ほか』 塩屋竹男訳、ちくま学芸文庫、1993年
  - 元版は理想社版『ニーチェ全集2』、初版1966年
- 『ニーチェ全集1　悲劇の誕生 ほか』 浅井真男訳、白水社、1979年／新編・白水Uブックス、2025年